# Konzhukovia vetusta
Konzhukovia vetusta és una espècie d'amfibi temnospòndil extint que va viure al període Permià.